# Магнолія Суланжа (Чернівці, вул. Аксенина)
Магно́лія Сула́нжа — ботанічна пам'ятка природи місцевого значення в Україні. Розташована в межах міста Чернівці, вулиця Аксенича, 8-б. 
Площа 0,01 га. Статус надано згідно з рішенням виконавчого комітету Чернівецької обласної ради народних депутатів від 30 травня 1979 року № 198. Перебуває у віданні: Комунальне житлово-ремонтне експлуатаційне підприємство № 14. 
Статус надано з метою збереження окремого дерева магнолії Суланжа (Magnolia soulangeana) віком понад 60 років. 